# Njuonejaure
Njuonejaure är en sjö i Strömsunds kommun i Jämtland och ingår i Ångermanälvens huvudavrinningsområde. Sjön har en area på 0,0625 kvadratkilometer och ligger 932,3 meter över havet. Njuonejaure ligger i Frostvikenfjällen Natura 2000-område.

## Delavrinningsområde
Njuonejaure ingår i det delavrinningsområde (717531-144280) som SMHI kallar för Mynnar i Gransjön. Medelhöjden är 950 meter över havet och ytan är 6,84 kvadratkilometer. Det finns inga avrinningsområden uppströms utan avrinningsområdet är högsta punkten. Vattendraget som avvattnar avrinningsområdet har biflödesordning 5, vilket innebär att vattnet flödar genom totalt 5 vattendrag innan det når havet efter 299 kilometer. Avrinningsområdet består mestadels av kalfjäll (96 procent). Avrinningsområdet har 0,06 kvadratkilometer vattenytor vilket ger det en sjöprocent på 0,9 procent.